# Rogelio de la Rosa

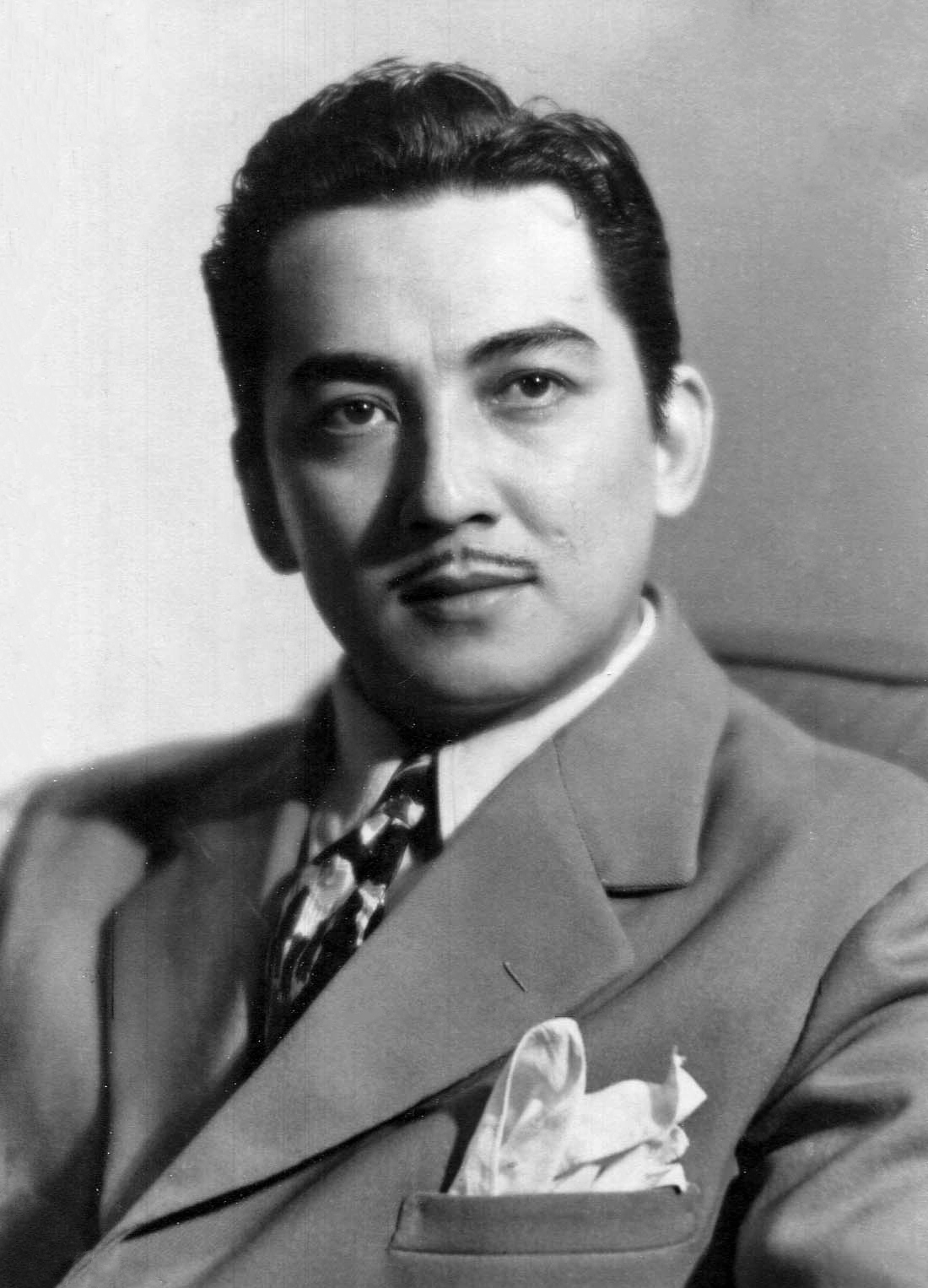
Rogelio de la Rosa

Regidor „Rogelio“ de la Rosa (* 12. November 1916 in Lubao, Pampanga; † 16. November 1986 in Manila) war ein philippinischer Schauspieler, Politiker und Diplomat, der in über 50 Filmen mitwirkte, als erster Schauspieler Mitglied des Senats der Philippinen wurde und 1961 zugunsten seines Schwagers Diosdado Macapagal auf die Kandidatur für das Amt des Präsidenten der Philippinen verzichtete.

## Leben

### Filmschauspieler
De la Rosa, Sohn des Filipino-Martial-Arts-Kämpfers Feliciano de la Rosa sowie der Schauspielerin und Künstlerin Rosaria Lim, nahm nach seiner Schulausbildung ein Studium an der Far Eastern University auf.
Während seiner Studienzeit übte er verschiedene Sportarten aus und war unter anderem Mannschaftskapitän der Basketball-Mannschaft von Zentral-Luzon und wurde 1932 Collegemeister im Boxen im Weltergewicht. Daneben nahm er zwischen 1932 und 1934 an verschiedenen Debattier- und Redewettbewerben in verschiedenen Provinzen der Philippinen und Colleges teil und gewann dabei unter anderem 1933 die nach dem damaligen Senator Claro M. Recto Goldmedaille für Redewettbewerbe.
De la Rosa, der sein Studium mit einem akademischen Grad in Kunst abschloss, spielte bereits als Schüler 1932 seine erste Hauptrolle, und zwar an der Seite von Rosa del Rosario sowie seinem Onkel Gregorio Fernandez in dem von Jose Nepomuceno inszenierten Stummfilm Ligaw na Bulaklak. Zu Beginn seiner Laufbahn in Tonfilm trat er oftmals als Sänger auf und begleitete sich dabei selbst auf einer Ukulele, wie bereits zu seiner Studentenzeit bei Zarzuelas in Pampanga. Als Schauspieler spielte er zunächst überwiegend die Rolle des charmanten Liebhabers an der Seite zahlreicher bekannter Filmschauspielerinnen.
Während der Okkupation der Philippinen durch Japan während des Zweiten Weltkrieges trat de la Rosa in Bühnenshows des Life Theatre auf und übernahm durch die dort gewonnenen Erfahrungen nach Kriegsende zunehmend Charakterrolle in Filmen wie zum Beispiel den ‚Ricardo‘ in 48 Oras (1950) neben Nena Cardenas.
1955 spielte er neben Emma Alegre die Rolle des ‚Roberto‘ in dem unter der Regie seines Onkels Gregorio Fernandez entstandenen Film Higit sa Lahat. Für diese Rolle erhielt er 1956 von der Filipino Academy of Movie Arts and Sciences (FAMAS) sowie beim Asia-Pacific Film Festival jeweils den Preis als bester Hauptdarsteller.
Für einen seiner letzten Filme Veronica (1957), in dem er an der Seite von Paraluman und Lolita Rodriguez spielte, wurde er 1958 erneut für den Preis als bester Hauptdarsteller nominiert.

### Senator und Präsidentschaftswahl 1961
Kurz darauf beendete de la Rosa seine Filmkarriere und kandidierte bei den Wahlen 1957 für die Partido Liberal ng Pilipinas erfolgreich für ein Mandat als Senator und wurde bei der Wahl am 12. November 1957 mit 1.715.123 Wählerstimmen nach Gil J. Puyat, Arturo Tolentino und Eulogio Balao mit dem viertbesten Ergebnis gewählt. Er gehörte dem Senat vom 30. Dezember 1957 bis zum 29. Dezember 1963 an.
Für die Präsidentschaftswahl am 14. November 1961 kündigte er zunächst seine Kandidatur als Parteiloser gegen die Kandidaten der Partido Liberal ng Pilipinas, Diosdado Macapagal, sowie den amtierenden Präsidenten, Carlos P. Garcia von der Nacionalista Party, an. Auf der Höhepunkt seiner Wahlkampagne zog er jedoch seine Kandidatur zurück. Trotz seiner großen Anhängerschaft bei seinen Wahlkampfauftritten sah er seine Chancen kritisch, da sowohl er als auch Macapagal aus Pampanga und damit aus Luzon kamen, und somit vermutlich die dortigen Wähler spalten würden, während der aus dem Süden stammende Amtsinhaber Garcia vermutlich die Wähler aus Mindanao und Visayas mehrheitlich an sich binden würde.
Da de la Rosa andererseits einen Wechsel im Präsidentenamt als notwendig ansah, verzichtete er letztlich zugunsten von Diosdado Macapagal, der in erster Ehe mit seiner Schwester Purita de la Rosa verheiratet und somit sein Schwager war.
Bei den Senatswahlen vom 12. November 1963 kandidierte de la Rosa mit 2.465.488 Wählerstimmen zwar deutlich mehr Stimmen als bei seiner Wahl 1957, erzielte aber nur den fünfzehnten Platz bei den acht zu vergebenden Senatsmandaten und schied damit aus dem Senat aus.

### Botschafter
1965 wurde er von Macapagal kurz vor Ende von dessen Amtszeit zum Botschafter in Kambodscha ernannt und war dort zuletzt auch Doyen des Diplomatischen Corps. Nach Beendigung dieser Tätigkeit berief ihn Macapagals Nachfolger Ferdinand Marcos zum Botschafter in den Niederlanden; als solcher war er auch in Polen, Bulgarien und der Tschechoslowakei akkreditiert. Als Botschafter in den Niederlanden war er zuletzt erneut Doyen des Diplomatischen Corps.
Während seiner Verwendungen als Botschafter kam es zu einer Annäherung der Philippinen an die sozialistischen Staaten des Ostblocks. Daneben engagierte er sich für die Kunst und Kultur der Philippinen durch die Durchführung von Ausstellungen philippinischer Künstler sowie die Teilnahme an internationalen Konferenzen und Wettbewerben zur Kunst.
1984 versuchte de la Rosa ein politisches Comeback, scheiterte jedoch mit seiner Kandidatur für ein Abgeordnetenmandat im Kongress (Batasang Pambansa).
De la Rosa, der an Herzversagen verstarb, war in zweiter Ehe bis zu seinem Tod mit der bekannten Schauspielerin Lota Delgado verheiratet und hatte mit dieser sechs Kinder. Aus der ersten Ehe mit Dolores Lolita Bayot stammte ein weiteres Kinder. Seine Geschwister Tommy de la Rosa, Africa de la Rosa und Jaime de la Rosa waren ebenfalls bekannte philippinische Schauspieler ihrer Zeit.

## Auszeichnungen
- 1956: Filipino Academy of Movie Arts and Sciences (FAMAS) Preis als bester Hauptdarsteller
- 1956: Asia-Pacific Film Festival Preis als bester Hauptdarsteller.

## Filmografie (Auswahl)
- 1932: Ligaw na Bulaklak
- 1938: Mga sugat ng puso
- 1938: Lagot na kuwintas
- 1940: Diwa ng awit
- 1946: Principeng hindi tumatawa
- 1949: Milyonaria
- 1950: Tigang na lupa
- 1951: Haring Cobra
- 1954: Maalaala mo kaya?
- 1955: Artista
- 1955: Higit sa lahat
- 1956: Lydia
- 1957: Veronica
- 1957: Pandanggo ni Neneng